# Humphry Knipe
Victor Humphry Knipe, född 20 september 1941 i Kimberley i Sydafrika, död 16 januari 2023, var en sydafrikansk-amerikansk sociolog och historieförfattare. Han är författare eller medförfattare till böcker som The Dominant Man: The Pecking Order in Human Society och The Nero Prediction, en historisk novell om kejsaren Nero och astrologi, fick han Independent Publisher Book Award för "Best Historical Fiction." 
Knipe var även verksam inom porrfilmsproduktion. Han var gift med den brittiskamerikanska erotiska fotografen Suze Randall. 

## Biografi
Knipe växte upp i en kalvinistisk miljö, där hans mor tillhörde Nederländska reformerta kyrkan och fadern var lärare. Det innebar bland annat att TV var förbjudet i föräldrahemmet, eftersom den afrikanderledda sydafrikanska apartheidregimen ville att omvärlden och dess moderna inflytande skulle hållas på avstånd.
Knipe utexaminerades från Rhodes University i nuvarande Östra Kapprovinsen med historia och engelska som huvudämnen. 1966 flyttade han till England, där han blev bekant med sin blivande hustru – den erotiska modellen och fotografen Suze Randall. Medan han i Sydafrika på sin höjd kunde se folk iklädda bikini, var 1960-talets London en miljö med rock och pop, flower power och en pågående sexuell revolution.
1972 publicerades The Dominant Man: The Pecking Order in Human Society, en sociologibok som översatts till ett antal språk. 1974 kom den ut på svenska under titeln Den dominerande människan : personlighetens prestige. Under en tid arbetade Knipe som lärare.
Randall och Knipe emigrerade 1975 till USA och slog sig ner i Los Angeles, där de två blev mer bekanta med den pornografiska branschen. Paret beskrev sina fleråriga upplevelser i Hugh Hefners Playboy Mansion i Suze (1977), en avslöjande bok som ledde till att Hugh Hefner sade upp bekantskapen med Randall och Knipe. Under 1980-talet skrev han manus till och var regissör och medproducent till ett antal av hustruns pornografiska filmer, under artistnamnet Victor Nye.
2005 kom The Nero Prediction, en historisk roman om kejsaren Nero och astrologi. Boken handlade om en värld som såg astrologi som uttolkaren av människans öde och om en omdiskuterad kejsare som trodde på mjuka värden. För historien fick han motta Independent Publisher Book Award för "Best Historical Fiction." 2018 kom Electric Blue: Her Shocking Rise to Stardom, en bok om en porrstjärna med karriären i utförsbacke.
På senare år var Knipe främst verksam med administrationen av hustruns fotografiska bolag, vars databas innehåller 80 000 erotiska foton från en 40 år lång karriär. För sitt eget bolag Haaren Enterprises kallade han sig Victor Knipe, med användande av sitt första förnamn. Vid hans död 2023 var paret bosatt på familjeranchen i Malibu.

## Verk

### Filmografi (ofta manus och regi)
- Star Virgin (1979)
- Kiss and Tell (1980) äks KOCK-FM 69
- Miss Passion (1984)
- Stud Hunters (1984)
- Kärleksflugan (1985; originaltitel: Love Bites)[9]
- Too Naughty to Say No (1985)
- Tagen på bar gärning (1985; originaltitel: Unveiled)[10]
- Sky Foxes (1987)
- Erotic Eye (1995) äks Suze Randall's Erotic Eye